# میکروسکوپ فلوئورسانس
در اوایل قرن بیستم میلادی یکی از مهمترین مشکلات در مطالعه نمونه‌های زیستی و آلی عدم برهم‌کنش نور با این نمونه‌ها به دلیل شفافیت آنها بود. به این دلیل، میکروسکوپ‌های فلوئورسانس پا به عرصه گذاشتند که این مشکل را برطرف می‌کنند. این میکروسکوپ‌ها برای مشاهده نمونه به جای نور ضعیف بازتاب شده از نمونه به نور گسیل‌شده از مولکول‌های فلوئورسانس که نمونه را پوشانده‌اند (در مرحله آماده‌سازی نمونه، مولکول‌های فلوئورسانس به نمونه می‌چسبند و سرتاسر آن را پوشش می‌دهند) متکی هستند،. با وجود این دستاورد مهم، میکروسکوپ‌های فلوئورسانس دارای مشکلاتی نیز می‌باشند: ۱) پراش نور؛ ۲) عدم جمع‌آوری تمام نور فلوئورسانس گسیل‌شده توسط عدسی شیء میکروسکوپ؛ ۳) وجود نور اضافی پس زمینه که باعث تاری عکس‌های نهایی می‌شود؛ ۴) نور لیزری که برای برانگیخته کردن مولکول‌های فلوئورسانس استفاده می‌شود می‌تواند باعث آسیب نمونه شود.
در ادامه به حد بنیادی موجود در قدرت تفکیک (resolution) میکروسکوپ‌های فلوئورسانس ناشی از موارد ۱ و ۲ ذکر شده در بالا می‌پردازیم. در حالت ایدئال، در تصاویر حاصل از میکروسکوپ‌های فلوئورسانس، بهترین وضوح وقتی حاصل می‌شود که تصویر هر مولکول فلوئورسانس (منبع نقطه‌ای نور) به صورت یک نقطه باشد. اما به علت جمع‌آوری تنها قسمتی از نور گسیل‌شده از یک مولکول فلوئورسانس توسط عدسی شیء و پراش، تصویر حاصل یک الگوی گسترده به صورت یک دیسک مرکزی احاطه شده با چند حلقه (Airy disk) می‌باشد. به علاوه، در اکثر میکروسکوپ‌ها، به علت وجود ابیراهی الگوی متفاوتی حاصل می‌شود که با عنوان تابع پاسخ ضربه (به انگلیسی: impulse response function) یا تابع نقطه گستر ((point spread function (PSF) شناخته می‌شود.
تابع نقطه گستر یک میکروسکوپ نقش ویژه‌ای در تعیین قدرت تفکیک آن دارد. برای نمونه، یک مقیاس متداول برای قدرت تفکیک یک میکروسکوپ عبارت است از کمترین فاصله بین دو منبع نقطه‌ای نور (مولکول فلوئورسانس) که هنوز توسط میکروسکوپ به صورت دو منبع جداگانه قابل تفکیک هستند. معیار ریلی (به انگلیسی: Rayleigh's criterion) برای قدرت تفکیک بیان می‌دارد که کمترین فاصله بین دو منبع نوری قابل تفکیک برابر شعاع دیسک مرکزی الگوی پراش است. این فاصله عبارت است از:
{\displaystyle d=0.61{\frac {\lambda }{NA}}}
که در آن λ طول موج نور فلوئورسانس و NA روزنه عددی (numerical aperture) است که مرتبط با زاویهٔ فضایی هست که توسط عدسی شیء پوشش داده می‌شود و بیان کننده توانایی این عدسی در جمع‌آوری نور می‌باشد. برای یک میکروسکوپ معمولی با λ=۵۰۰ nm و NA=۱٫۳، قدرت تفکیک‌پذیری تقریباً برابر ۲۰۰nm است.
حال که حد بنیادی حاصل از مشکلات ۱ و ۲ را توضیح دادیم، در ادامه به مشکلات ۳ و ۴ ذکر شده در بالا می‌پردازیم. اگر چه این دو مشکل آخر منجر به هیچ گونه حد بنیادی در تصاویر حاصل از میکروسکوپ‌های فلوئورسانس نمی‌شوند، وجود آنها باعث کاهش وضوح این تصاویر و آسیب به نمونه می‌شود. برای برطرف کردن مشکلات ذکر شده در میکروسکوپ‌های فلوئورسانس روش‌های گوناگونی برای جمع‌آوری بهتر نور توسط عدسی شیء و کاهش نور زمینه ابداع شده که می‌توان آنها را به دو دسته تقسیم کرد: میکروسکوپ‌های میدان وسیع (wide-field microscope) مانند میکروسکوپ بازتاب کلی (Total Internal Reflection fluorescence (TIRF) microscope) و میکروسکوپ‌های روبشی نقطه‌ای (point scanning microscope) مانند میکروسکوپ هم‌کانونی  (confocal microscope)، دو-فوتونی (multi-photon microscope) و ۴پی 

(4pi microscope). در ادامه به صورت خلاصه به این میکروسکوپ‌ها می‌پردازیم.

## میکروسکوپ‌های میدان وسیع
در میکروسکوپ‌های میدان وسیع نور لیزر به صورت همزمان به تمام نمونه تابانده می‌شود و در نتیجه احتمال برانگیخته شدن ملکول‌های فلوئورسانس در سرتاسر نمونه وجود دارد. به این علت، جمع آوری داده در این میکروسکوپ‌ها با سرعت زیاد انجام می‌شود. اما در معرض قرار دادن تمام نمونه در مقابل نور لیزر می‌تواند باعث برانگیخته شدن ملکول‌های فلوئورسانسی شود که به قسمت‌های ناخواسته نمونه (معمولا خارج از کانون اپتیکی) متصل شده‌اند که منتج به مقدار زیادی نور اضافی زمینه می‌شود. برای حل این مشکل از میکروسکوپ بازتاب کلی استفاده می‌شود. در این میکروسکوپ، نمونه روی یک لایه نازک شفاف قرار می‌گیرد و نور لیزر با زاویه‌ای بزرگتر از زاویه‌ی حد به آن تابانده می‌شود. در نتیجه، نور لیزر تماما بازتاب می‌شود. ولی مقدار کمی از نور به صورت امواج میرا (evanescent waves) به طرف دیگر لایه نازک نفوذ کرده و باعث برانگیخته شدن ملکول‌های فلوئورسانسی که نزدیک سطح لایه هستند می‌شود. به این ترتیب، نور اضافی زمینه که ناشی از ملکول‌های فلوئورسانسی که در فواصل زیاد از لایه شفاف هستند به شدت کاهش می‌یابد. این میکروسکوپ برای مطالعه غشای سلولی بسیار مناسب می‌باشد.

## میکروسکوپ‌های روبشی نقطه‌ای
در میکروسکوپ‌های روبشی نقطه‌ای، به جای تاباندن نور لیزر به کل نمونه، نور لیزر در یک نقطه از نمونه (x,y,z) متمركز می‌شود. به این ترتيب تنها ملکول‌های داخل نقطه کانونی امكان برانگیخته شدن دارند و نور زمینه به نسبت میکروسکوپ‌های ميدان وسيع کاهش می‌یابد. اما برای تصویر برداری از کل نمونه، هر نقطه از آن باید به ترتیب نوردهی شود (بخش‌بندی نوری (optical sectioning)) که مدت زمان طولانی‌تری به نسبت میکروسکوپ میدان وسیع نیاز دارد. 
اما هنوز به علت اندازه متناهی نقطه کانونی لیزر (معمولا در حدود چند صد نانومتر) امکان برانگیخته شدن تعداد زیادی ملکول فلورسانس در اطراف نقطه کانونی لیزر وجود دارد. در نتیجه این ملکول‌ها مقدار زیادی نور اضافه زمینه ساطع می‌کنند که باعث کاهش وضوح تصاویر حاصل می‌شود. برای کاهش این نور زمینه، در میکروسکوپ هم‌کانونی از یک روزنه ریز در مسیر نور فلوئورسانس قبل از دوربین آشکار ساز تعبیه شده است که تنها به نور ناشی از ملکول‌های نزدیک به مرکز کانونی لیزر اجاز عبور می‌دهد. در نتیجه نور اضافی ساطع شده توسط ملکول‌های دورتر از مرکز کانونی فیلتر شده و تصاویر با وضوح بالاتری حاصل می‌شود. وضوح تصاویر نهایی رابطه مستقیم با اندازه روزنه دارد و در صورت استفاده از روزنه‌های بسیار ریز وضوح این تصاویر می‌تواند تا دو برابر افزایش یابد. 
در میکروسکوپ دو فوتون، به جای استفاده از یک لیزر، از دو لیزر با طول موج دو برابر برای برانگیخته کردن ملکول‌های فلوئورسانس استفاده می‌شود. در این حالت ملکول‌ها دو فوتون به صورت همزمان جذب کرده و برانگیخته می‌شوند. مزیت استفاده از دو لیزر همزمان در این هست که در اثر برهمنهی و تداخل نور دو لیزر در نقطه کانونی، اندازه نقطه کانونی کاهش یافته و در نتيجه نور زمینه نیز کاهش می‌یابد.  
با وجود تمام این پیشرفت‌های قدرت تفکیک میکروسکوپ‌های فلورسانس هنوز محدود به تقریبا ۱۰۰ نانومتر هست. اما در سال ۲۰۱۴، جایزه نوبل شیمی به اریک بتزیگ، ویلیام اسکو مورنر و استفان هل برای ابداع میکروسکوپ فلوئورسانسی با وضوح خارق‌العاده (super-resolution fluorescence microscopy) اهدا شد. این میکروسکوپ نوری قادر به تصویربرداری در ابعاد نانو می‌باشد.

## آماده‌سازی نمونه
به منظور آماده‌سازی یک نمونه مناسب برای مشاهده در زیر میکروسکوپ فلوئورسانس، نمونه باید فلوئورسنت باشد. روش‌های بسیار زیادی به منظور تهیه یک نمونه فلوئورسنت وجود دارد.
اصلی‌ترین روش، نشاندار کردن با یک رنگ فلوئورسنت یا بیان یک پروتئین فلوئورسنت (در مورد نمونه‌های زیستی) است. همچنین خود نمونه نیز می‌تواند به صورت ذاتی توانایی تولید رنگ فلوئورسنت داشته باشد. به نمونه‌هایی که این قابلیت را دارند، autofluorescence گفته می‌شود.
این نوع میکروسکوپ در علوم زیستی ابزار قدرتمندی محسوب می‌شود و از آن برای بررسی توزیع پروتئین‌ها یا سایر مولکول‌ها در نمونه استفاده می‌گردد. به همین دلیل روش‌های مختلفی برای رنگ آمیزی فلوئورسنتِ نمونه‌های زیستی ابداع شده‌است.

## رنگ‌های فلوئورسنت زیستی
رنگ‌های فلوئورسنت بسیاری برای رنگ آمیزی مولکول‌های زیستی طراحی شده‌است. برخی از این رنگ‌ها مولکول‌های کوچکی هستند که ذاتاً فلوئورسنت اند و به مولکول زیستی مورد نظر می‌چسبند. از جمله این رنگ‌ها می‌توان به رنگ‌های مخصوص رنگ کردن نوکلئیک اسید از جمله رنگ DAPI, Hoechst, DRAQ5 و DRAQ7 اشاره کرد. همه این رنگ‌ها به شیار کوچک (به انگلیسی: minor groove) دی‌ان‌ای متصل می‌شوند.

## پروتئین‌های فلوئورسنت
درک نوین از ژنتیک و روش‌های تغییردهنده دی‌ان‌ای، به دانشمندان این امکان را داده‌است تا پروتئین‌های دستکاری‌شده ژنتیکی ای تولید کنند که یک پروتئین گزارشگر فلوئورسنتی را هم همراه داشته باشد. در نتیجه محقق می‌تواند به‌طور مستقیم پروتئین مورد نظرش را فلوئورسنت کند. در این صورت امکان تعیین محل و ردیابیِ (حتی در سلول‌های زنده) پروتئین مورد نظر به‌طور مستقیم فراهم می‌شود.

## نگارخانه

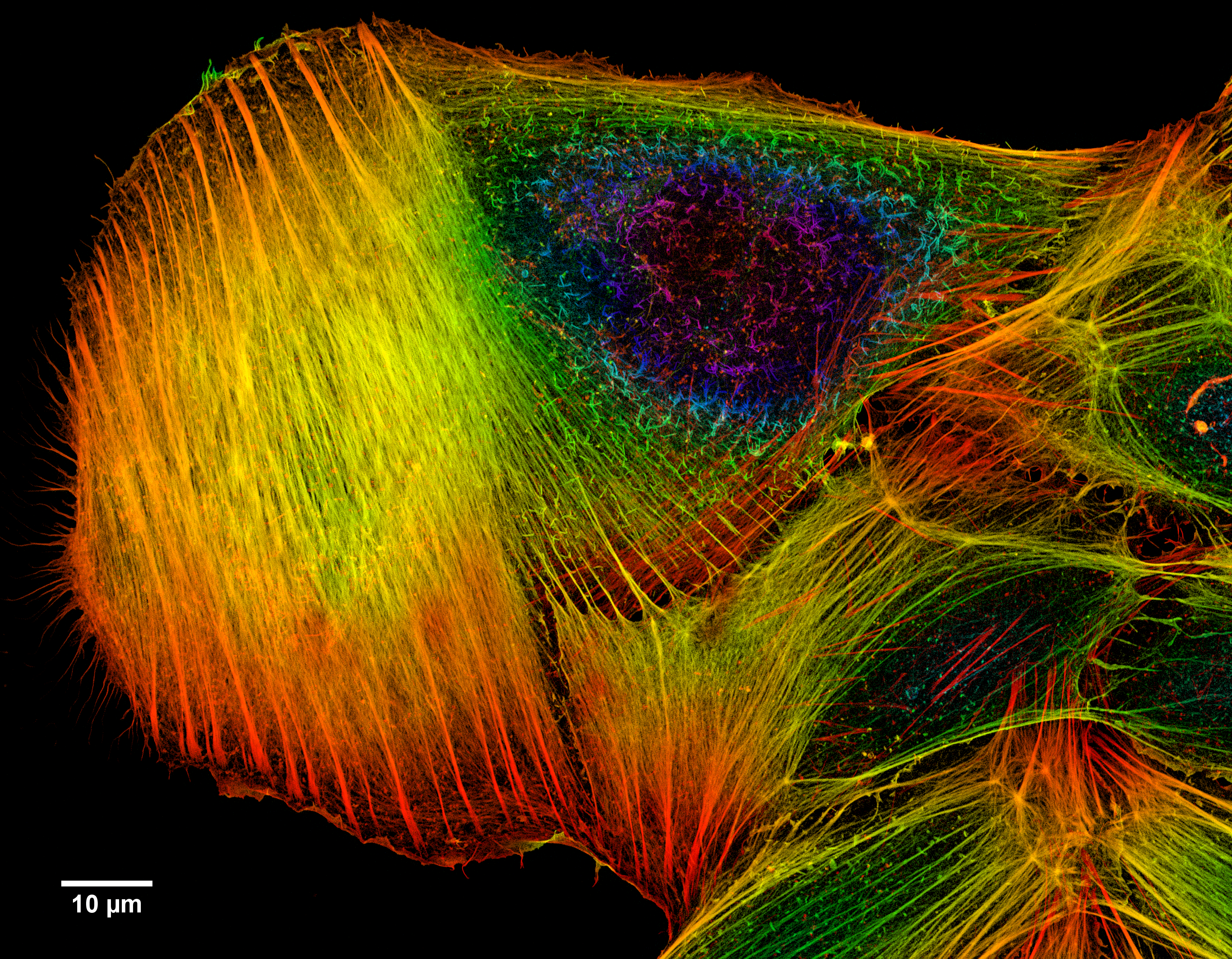
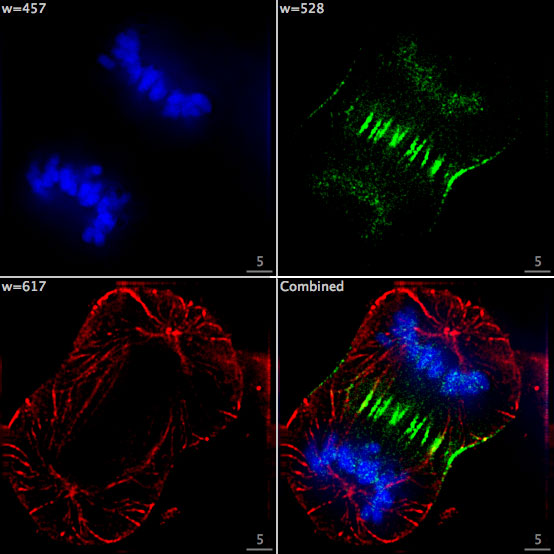
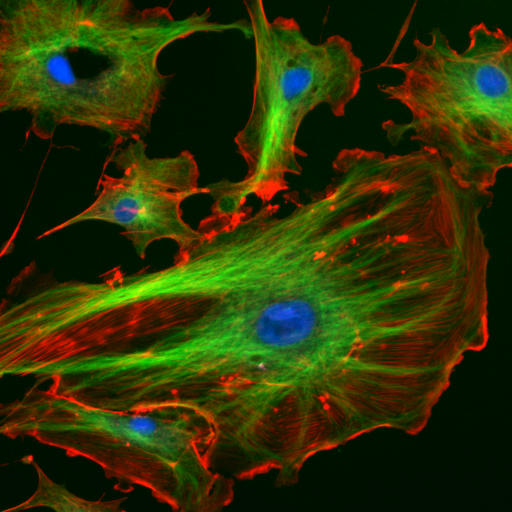
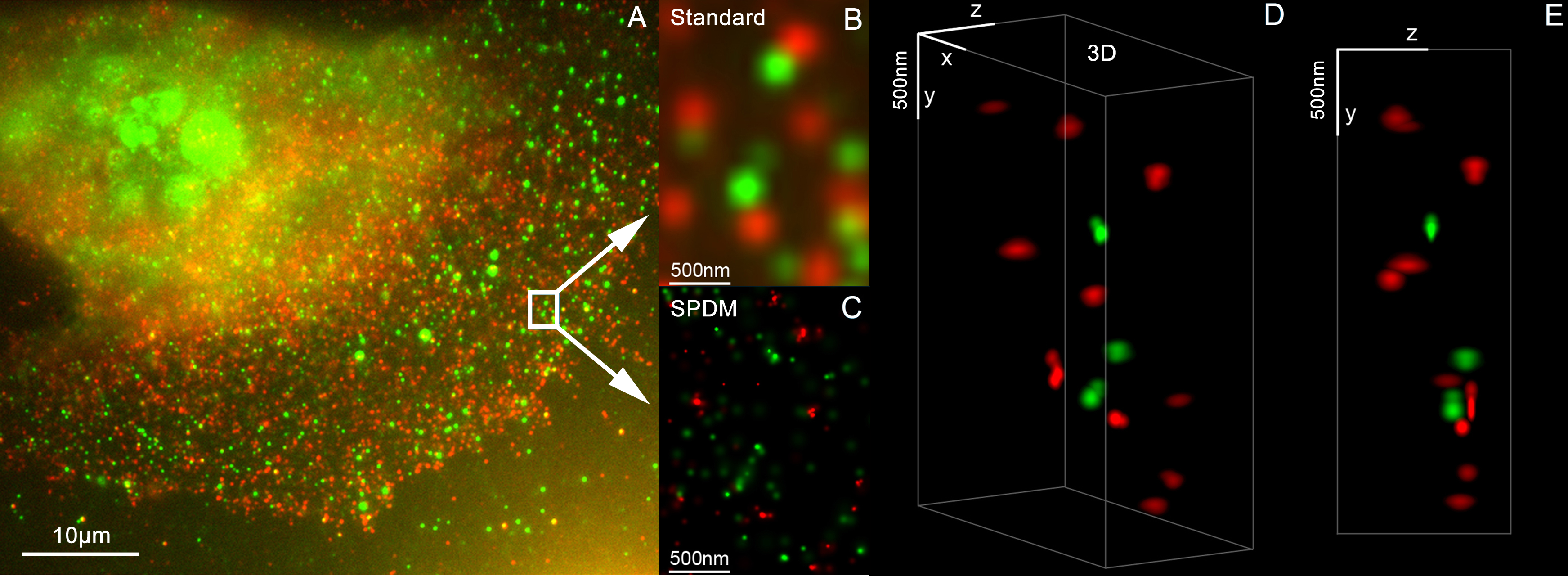
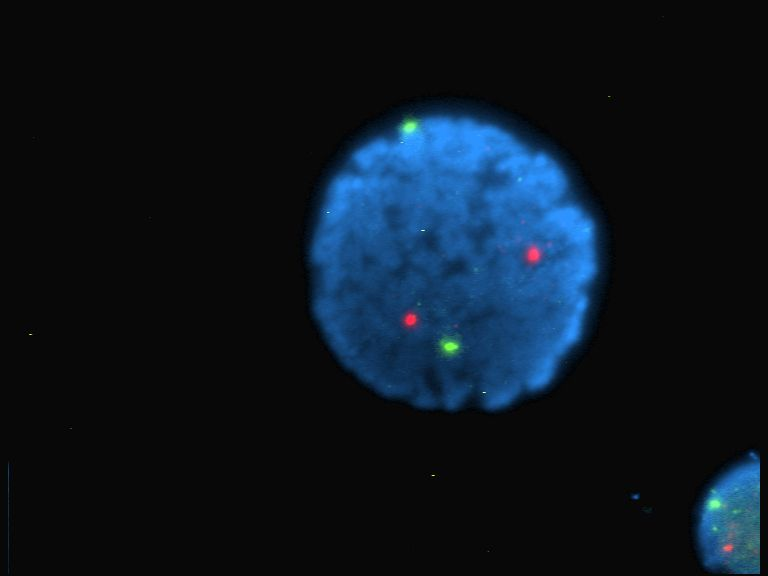
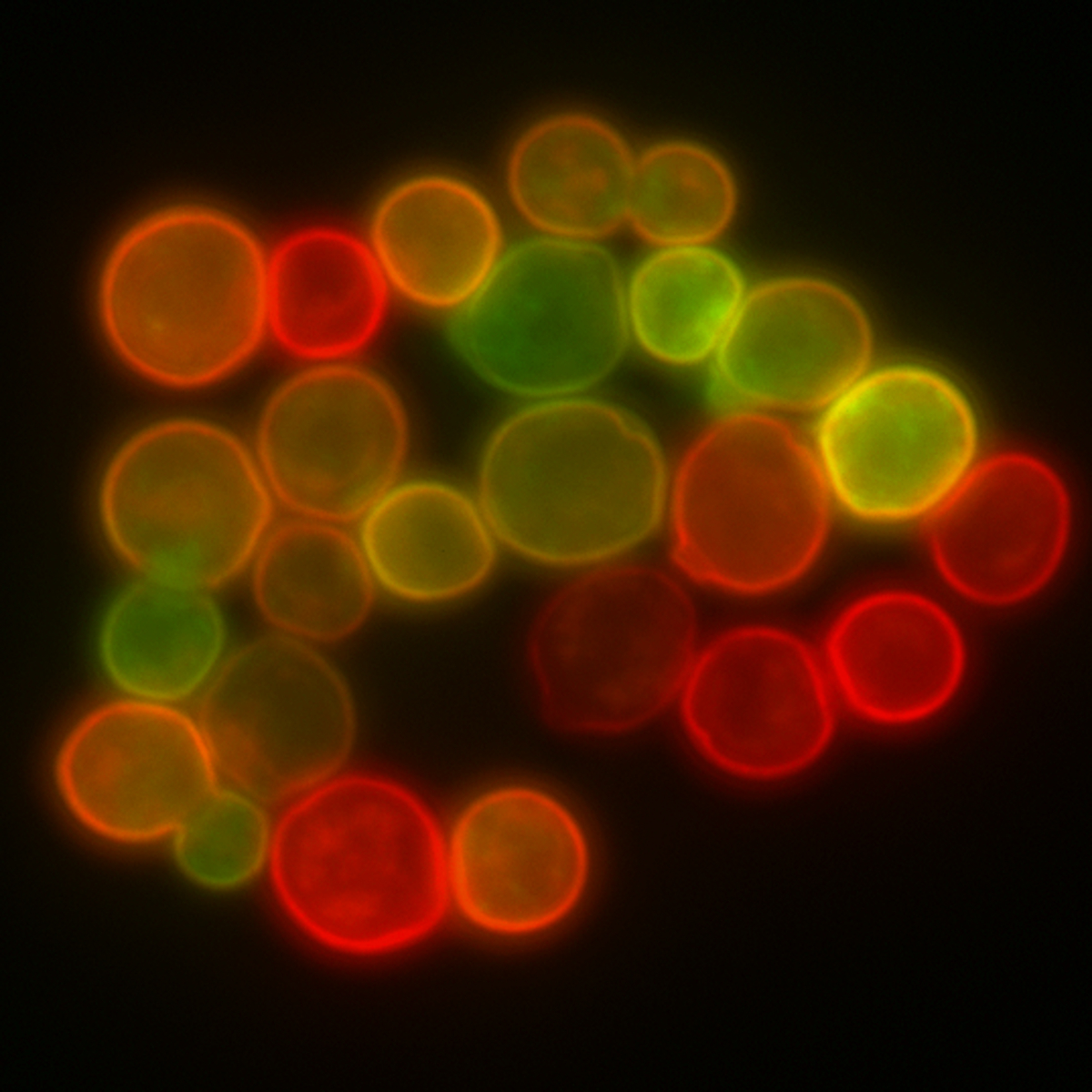
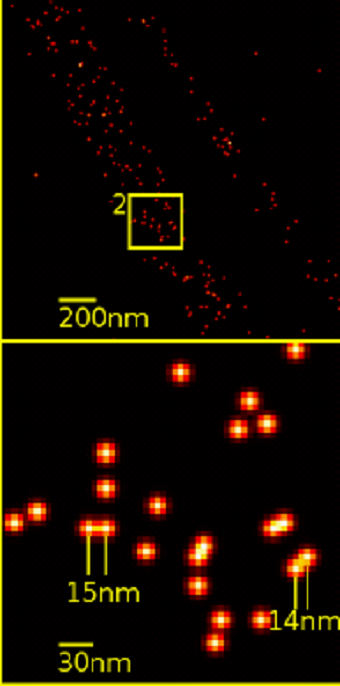
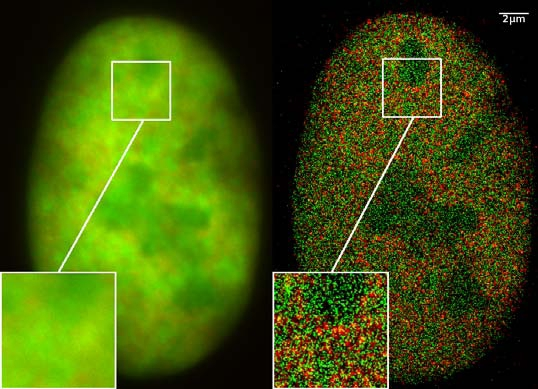
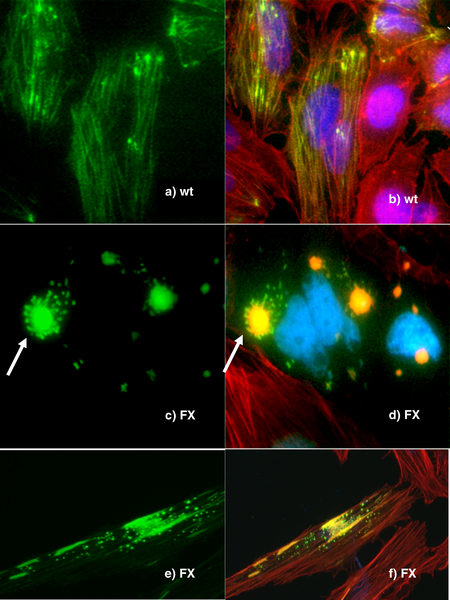
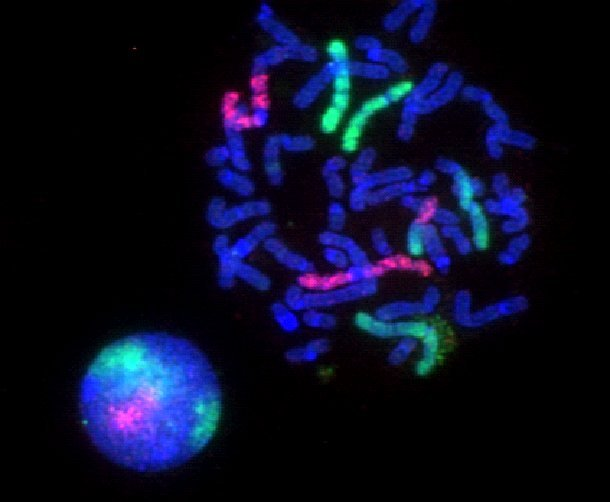